# Дейл Томас Мортенсен
Дейл Томас Мортенсен (нар. 2 лютого 1939 — пом. 9 січня 2014) — американський економіст. Здобув ступінь бакалавра у Вілляметському університеті, і науковий ступінь з економіки в Університеті Карнегі-Меллон.
З 1965 року працював на факультеті Північнозахідного університету. Він також Нільсборівський Відвідуючий професор у Школі Економіки та Управління Оргуського університету з 2006 по 2010. У 2010 році йому було присуджено Нобелівську премію з економіки разом з Крістофером Піссарідес з Лондонської школи економіки та Пітером А. Даймондом з Массачусетського технологічного інституту за «аналіз ринків з проблемами пошуку роботи».

## Вибрані роботи
- D. Mortensen and E. Nagypál (2007), 'More on unemployment and vacancy fluctuations.' Review of Economic Dynamics 10 (3), pp. 327–47.
- D. Mortensen (2005), Wage Dispersion: Why Are Similar Workers Paid Differently?, MIT Press.  ISBN 0-262-63319-1
- K. Burdett and D. Mortensen (1998), 'Wage differentials, employer size, and unemployment.' International Economic Review 39, pp. 257–73.
- D. Mortensen and C. Pissarides (1994), 'Job creation and job destruction in the theory of unemployment.' Review of Economic Studies 61, pp. 397–415.
- D. Mortensen (1986), 'Job search and labor market analysis.' Ch. 15 of Handbook of Labor Economics, vol. 2, O. Ashenfelter and R. Layard, eds., North-Holland.
- D. Mortensen (1982), 'Property rights and efficiency of mating, racing, and related games.' American Economic Review 72 (5), pp. 968–79.
- D. Mortensen (1982), 'The matching process as a non-cooperative/bargaining game.' In The Economics of Information and Uncertainty, J. McCall, ed., NBER, ISBN 0226555593.
- D. Mortensen (1972), 'A theory of wage and employment dynamics.' In Microeconomic Foundations of Employment and Inflation Theory, E. Phelps et al., eds., Norton, ISBN 978-0393093261